# Banu Mushtaq

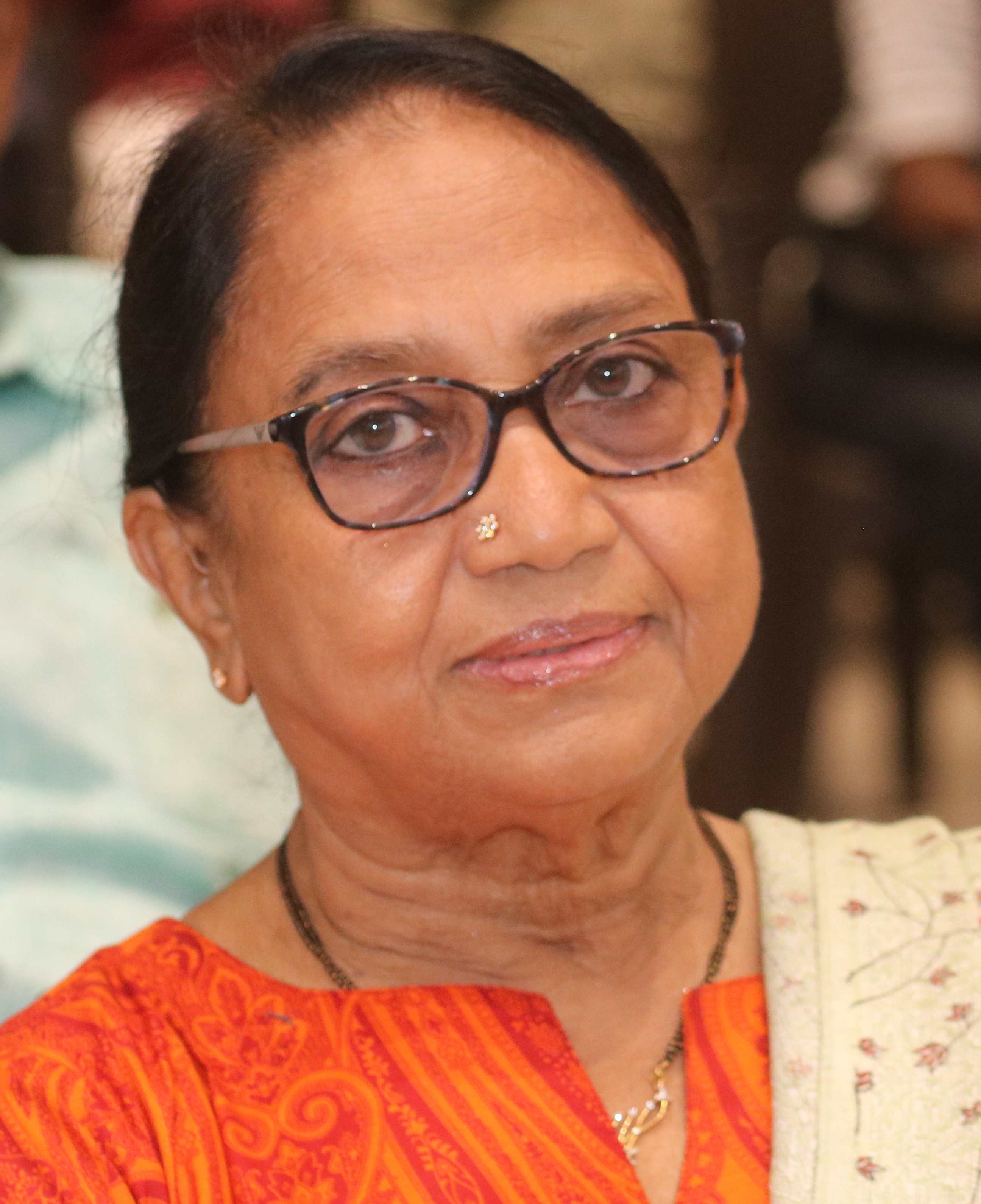
Banu Mushtaq

Banu Mushtaq (Kannada: ಮುಷ್ತಾಕ್, geboren op 3 april 1948) is een Indiase schrijfster, activiste en advocate uit de zuidelijke staat Karnataka. Ze is vooral bekend van het boek Heart Lamp, een selectie van haar korte verhalen vertaald door Deepa Bhasthi, waarmee ze in 2025 de International Booker Prize won. Ze schrijft in het Kannada. Mushtaq publiceerde zes bundels korte verhalen, een roman, een essaybundel en een dichtbundel. Haar werk is vertaald in het Urdu, Hindi, Tamil, Malayalam en Engels.

## Persoonlijk leven en activisme
Banu Mushtaq werd in april 1948 geboren in een moslimfamilie in Hassan, Karnataka. Toen ze acht jaar oud was, werd Mushtaq ingeschreven op een Kannada-talige missionarisschool in Shivamogga, op voorwaarde dat ze moest leren ‘binnen zes maanden Kannada te lezen en schrijven’. Ze overtrof de verwachtingen door na een paar schooldagen al te beginnen met schrijven.
In tegenstelling tot de verwachtingen van de gemeenschap ging ze naar de universiteit en trouwde ze op 26-jarige leeftijd uit liefde.
Ze was verslaggeefster voor de krant Lankesh Patrike  en werkte een aantal maanden voor All India Radio in Bengaluru.
Sinds de jaren tachtig is Mushtaq betrokken bij activistische bewegingen die zich inzetten om "fundamentalisme en de sociale onrechtvaardigheden" in Karnataka te ondermijnen.
In 2000 werd een drie maanden durende "sociale boycot" aangekondigd tegen Mushtaq en haar familie. Dit was een reactie op haar pleidooi voor het recht van moslimvrouwen om moskeeën te betreden. Gedurende die tijd ontving ze dreigtelefoontjes en werd er een aanslag op haar leven gepleegd met een mes. Deze werd echter door haar echtgenoot verijdeld.
Begin jaren 2000 sloot Mushtaq zich aan bij de middenveldorganisatie Komu Souhardha Vedike om te protesteren tegen de pogingen om moslims te beletten een syncretisch heiligdom in Baba Budangiri, in het district Chikmagalur, te bezoeken. 
Mushtaq spreekt Kannada, Hindi, Dakhni Urdu en Engels.

## Schrijven
Hoewel Mushtaq al vanaf jonge leeftijd geïnteresseerd was in schrijven, begon ze hier pas op 29-jarige leeftijd mee. Ze was toen net moeder geworden en kampte met een post-partumdepressie. Mushtaq begon met schrijven om haar gevoelens en ervaringen te onderzoeken. Een groot deel van haar werk gaat over vrouwenkwesties.
Mushtaq heeft zes bundels met korte verhalen, een roman, een bundel essays en een bundel poëzie gepubliceerd. Haar werk is vertaald in het Urdu, Hindi, Tamil, Malayalam en Engels. Haar korte verhaal "Kari Nagaragalu" werd in 2003 verfilmd als Hasina.

### Heart Lamp
In 2025 werd Heart Lamp: Selected Stories, uitgegeven door And Other Stories, het eerste boek van Mushtaqs dat volledig naar het Engels werd vertaald. Het boek bevat een selectie verhalen over vrouwen die zich afspelen in moslimgemeenschappen in Zuid-India. De vertaler, Deepa Bhasthi, begon in 2022 met het vertalen van Mushtaqs werk naar het Engels. Bhasthi selecteerde de twaalf verhalen uit de zes bundels die Mushtaq tussen 1990 en 2023 had gepubliceerd. Ze koos ervoor om veel woorden uit het Kannada onvertaald te laten, om zo bepaalde nuances weer te geven, bijvoorbeeld bij verschillende woorden voor 'echtgenoot'.
In mei 2025 won Heart Lamp de International Booker Prize 2025. De bekroning was om verschillende redenen uniek. Zo was Mushtaq niet alleen de eerste schrijfster uit het Kannada die de prijs won, ze was zelfs de eerste wier werk überhaupt genomineerd was. Bovendien was Deepa Bhasthi de eerste Indiase vertaler die de prijs won, en was dit de eerste bundel korte verhalen die ooit de prijs won. Mushtaq was de tweede Indiase schrijver die de International Booker Prize won, na Geetanjali Shree. Zij won in 2022 met haar boek Tomb of Sand, dat uit het Hindi werd vertaald door Daisy Rockwell.
De voorzitter van de jury van de International Booker Prize, Max Porter, zei dat hoewel de verhalen feministisch zijn en ‘buitengewone verslagen van patriarchale systemen en verzet’ bevatten, ze in de eerste plaats ‘prachtige verslagen van het alledaagse leven zijn, en vooral van de levens van vrouwen’.

## Prijzen
- 1999: Karnataka Sahitya Academy Award[14]
- Daana Chintamani Attimabbe-prijs [14]
- 2024: PEN English Translate Award, voor Deepa Bhasthi's vertaling van Haseena and Other Stories[15]
- 2025: International Booker Prize voor Heart Lamp, vertaald door Deepa Bhasthi[11]

## Publicaties
- Heart Lamp: Selected Stories [en] (And Other Stories, 2025), ISBN 9781916751163